# Pfarrkirche St. Nikolaus (Auw)

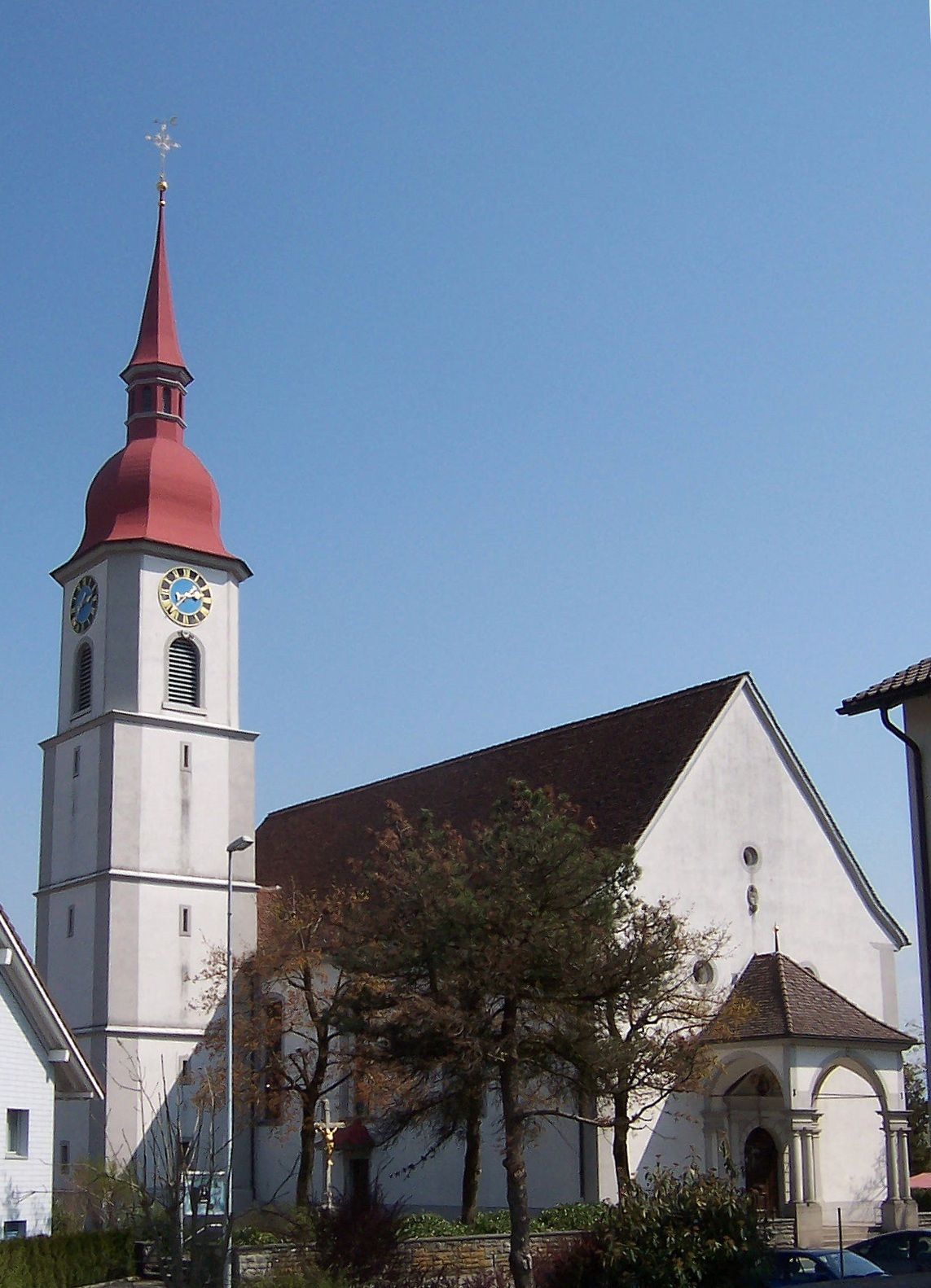
Pfarrkirche St. Nikolaus

Die Pfarrkirche St. Nikolaus ist ein Nikolaus von Myra geweihte römisch-katholisches Kirchengebäude in Auw im Schweizer Kanton Aargau. Sie befindet sich am südlichen Dorfrand an der Auwer Hauptstrasse. Auw ist der Geburtsort der Ordensschwester Bernarda Bütler, die 2008 heiliggesprochen wurde.

## Bauwerk
Kirchenschiff und Chor der Saalkirche entstanden 1705 im barocken Stil. Der Weihbischof in Konstanz, Konrad Ferdinand Geist von Wildegg, weihte die Kirche am 26. September 1710 ein. Die Kreuzigungsgruppe am halbkreisförmigen Chorbogen stammt wohl aus der originalen Bauperiode der Kirche, der barocke Taufsteinkelch wurde möglicherweise 1638, im Gründungsjahr der Pfarrei, für die St.-Nikolaus-Kapelle gefertigt, die bis zum Kirchenbau dort stand. 1718 wurde eine Vorhalle über der Eingangstreppen errichtet, die von toskanischen Säulenpaaren getragen wird. Die Kirchgemeinde liess 1749/50 an der Nordostseite durch Baumeister Lorenz Rey einen viereckigen Kirchturm mit Glockenhaube anfügen, auch eine neue Glocke wurde zu diesem Anlass gegossen.

## Ausstattung

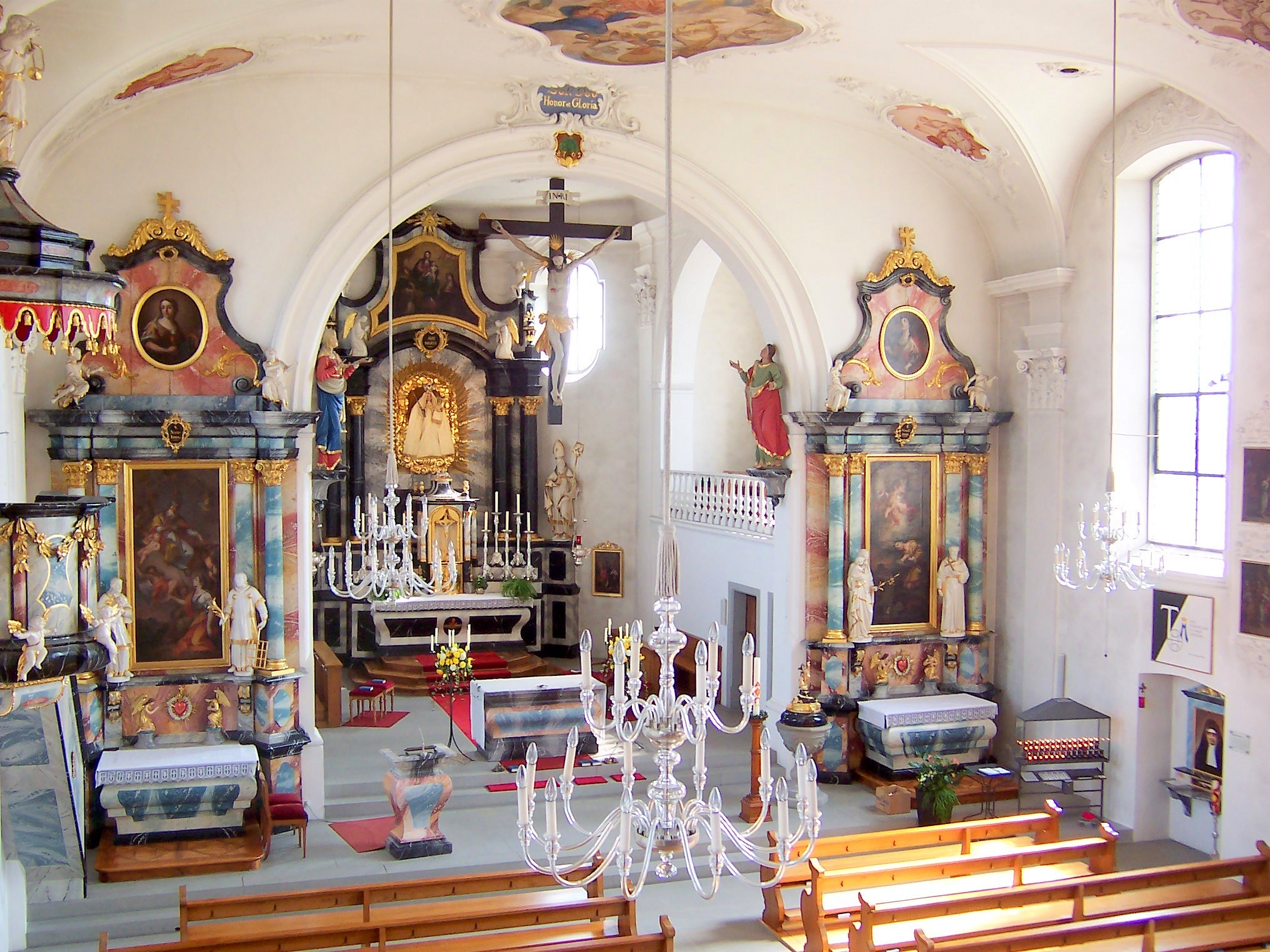
Innenansicht

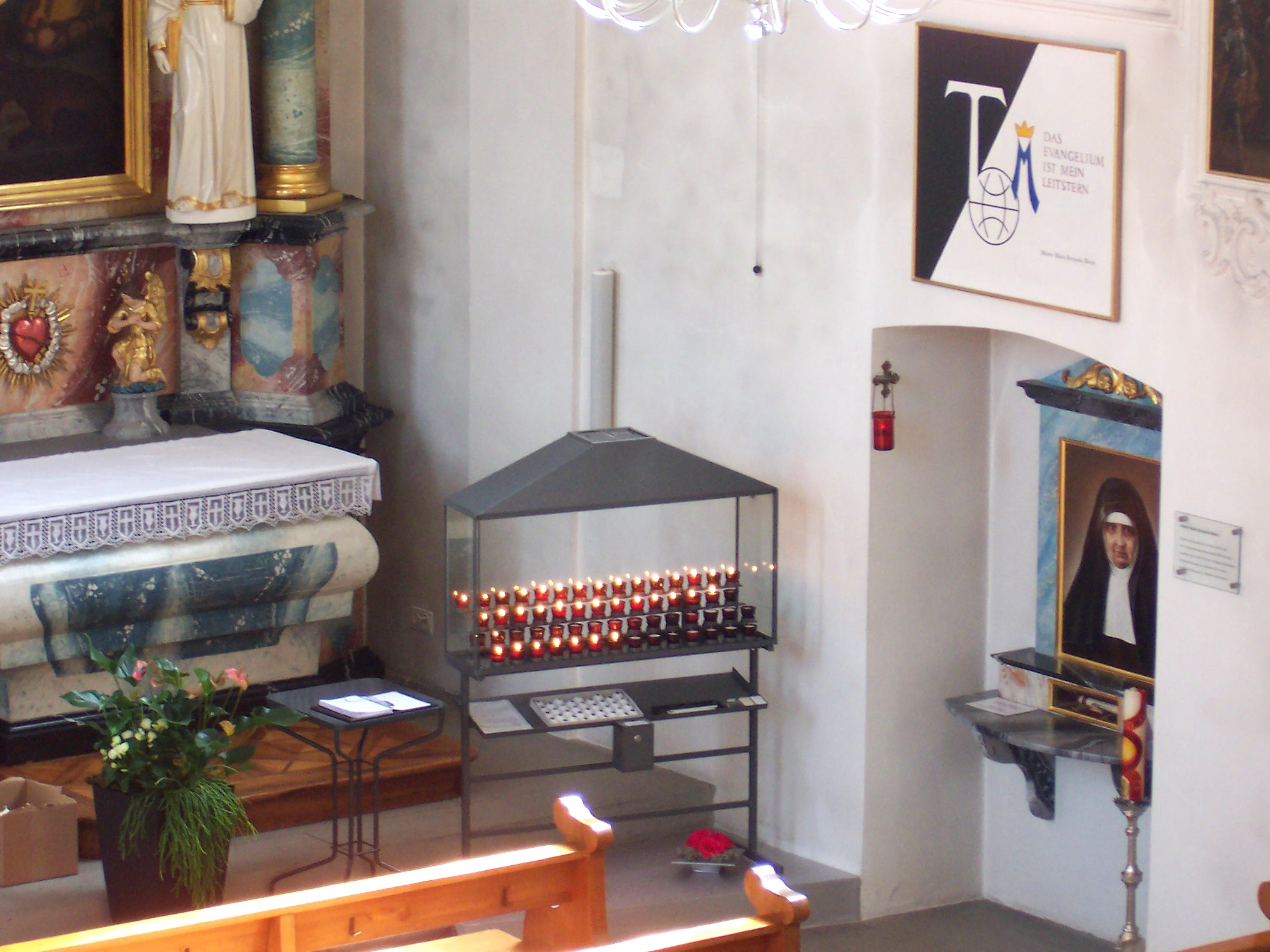
Maria-Bernarda-Altar an der Südwand

Die erste Orgel der Kirche wurde 1766 aus dem Kloster Hermetschwil hierher gebracht. 1795 erfolgte eine vollständige Erneuerung der Kirchenausstattung im Spätrokoko-Stil. Der Hochaltar stammt aus dem Jahr 1803 oder 1805. An diesem Marienaltar wird die Gottesmutter Maria mit dem Jesuskind dargestellt, auf dem Altargemälde zwischen St. Anna und St. Joachim, an der Altarskulptur mit Krone. Die Seitenaltäre, die Baldachinkanzel, die Deckenfresken und Stuckdekorationen stammen aus dem Jahr 1795. Die Seitenaltäre sind den Schutzpatronen der Kirche, St. Nikolaus und St. Wendelin gewidmet, die grosse Seitenaltargemälde wurden eventuell von Josef Anton Mesmer, die Deckengemälde von Mesmer oder Joseph Keller gemalt. Die vier grossen Deckfresken stellen das Letzte Abendmahl (über dem Chor), die Kirchensegnung (vor dem Chor), Maria Himmelfahrt (Hauptbild im Zentrum) und König David mit Harfe (vor der Orgelempore) dar. Das neugotische Kruzifix mit dem gekreuzigten Jesus Christus vor dem Kircheneingang stammt aus den 1870er oder 1880er Jahren.
Anlässlich ihrer Heiligsprechung 2008 weihte Bischof Kurt Koch den Altar der Heiligen Bernarda Bütler ein, die 1848 in Auw geboren und in dieser Kirche getauft wurde. Ihr Geburtshaus steht in der Nähe am Bachweg 4. Gegenüber der Kirche auf der anderen Strassenseite steht das Pfarrhaus, ein 1834 errichtetes, schlichtes verputztes Fachwerkhaus.
1965 wird die heutige Orgel mit 18 Registern von der Firma Cäcilia A. Frey aus Luzern erbaut.
Siehe auch → Heiligenverehrung: Altar und Geburtshaus der Heiligen Maria Bernarda Bütler in Auw.